# Diego Hurtado de Mendoza y de la Cerda
Diego Hurtado de Mendoza y de la Cerda (?, c. 1500 - Madrid, 19 de marzo de 1578) fue un noble español, I duque de Francavilla y I príncipe de Mélito, que llegó a ser virrey de Aragón (llamado en sus instituciones propias Lugarteniente General de Aragón) desde 1553 o 1554 hasta 1556, presidente del Consejo de Italia en 1558 y virrey de Cataluña. 

## Biografía
Nieto del cardenal Mendoza e hijo de Diego Hurtado de Mendoza y Lemos y Ana de la Cerda y Castro.
Diego Hurtado de Mendoza casó en 1538 con María Catalina de Silva y Álvarez de Toledo, hija de los condes de Cifuentes, con quien mantuvo conflictos desde muy pronto debido a las infidelidades y el difícil carácter de Diego.
Sin embargo del matrimonio nació Ana de Mendoza de la Cerda, duquesa consorte de Pastrana y princesa consorte de Éboli tras su casamiento con Ruy Gómez de Silva en 1553.
Su yerno, Ruy Gómez de Silva, intentó colocar en puestos relevantes de la corte española a su suegro, aunque su actuación en los puestos que desempeñó provocó grandes rechazos.
En 1553 o 1554 fue nombrado Lugarteniente General del Reino de Aragón, hecho que ya supuso un grave desafuero, pues solo podían ostentar este cargo los naturales del mencionado reino. El rey Felipe II de España, en este periodo, buscaba imponer la hegemonía de la Monarquía Hispánica sobre las instituciones propias de los reinos no castellanos, y en este sentido, Diego Hurtado sirvió al monarca sin comprender ni valorar el peculiar régimen de los Fueros de Aragón, que quebró reiteradamente, y a los dos años tuvo que abandonar precipitadamente Zaragoza, si bien el rey no nombró nuevo Lugarteniente hasta 1566, en que fue sustituido por el arzobispo de Zaragoza Hernando de Aragón. 
En 1555, transgrediendo un proceso foral de inhibición y el Privilegio de Manifestación, ordenó la ejecución de un herrero de Zuera acusado de contrabando de caballos, lo que se vio como un ataque a sus fueros y libertades, provocando una gran contestación y un proceso ante el Justicia de Aragón incoado por la Diputación del General del Reino de Aragón. Tras excusarse Diego en nombre del rey, los diputados aragoneses detuvieron las acciones judiciales. Sin embargo, al año siguiente, volvió a ejecutar a otro preso acogido al derecho o Privilegio de Manifestación. Colmada la paciencia de los aragoneses, Diego Hurtado de Mendoza hubo de refugiarse en el Palacio de la Aljafería para salvar su vida, y abandonar la ciudad del Ebro con toda rapidez.
Tras este episodio Diego Hurtado de Mendoza tuvo de nuevo problemas conyugales por una nueva infidelidad, y huyó de nuevo con su amante a Pastrana. Su suegro, para alejarlo de su hija, consiguió que el ya Príncipe de Mélito obtuviera el cargo de presidente del Consejo de Italia en 1558.
Posteriormente, Ruy Gómez de Silva logró que fuera nombrado virrey de Cataluña, aunque no tardó mucho en tener conflictos con su suegro. Al parecer todos los cargos tuvieron como objeto alejar a Diego en todo lo posible de su hija y de la corte castellana, sabiendo que su carácter conflictivo iba a causar problemas allá donde fuera.
A la muerte de su mujer, en 1576, contrajo matrimonio con Magdalena de Aragón, hija del duque de Segorbe.
Dos años después murió, aunque su única hija Ana conservó su herencia.